# Comuna Crăiești, Mureș
Crăiești (în maghiară Mezőkirályfalva, în germană Fürstendorf) este o comună în județul Mureș, Transilvania, România, formată din satele Crăiești (reședința), Lefaia, Milășel și Nima Milășelului.

## Istoric
Satul Crăiești este atestat documentar în anul 1549.

## Localizare
Comuna situată pe râul Lechința pe drumul județean Reghin - Cluj-Napoca.

## Demografie
Componența etnică a comunei Crăiești
     Români (90,46%)
     Romi (2,65%)
     Alte etnii (0,53%)
     Necunoscută (6,36%)
Componența confesională a comunei Crăiești
     Ortodocși (89,93%)
     Adventiști (1,85%)
     Alte religii (1,85%)
     Necunoscută (6,36%)
Conform recensământului efectuat în 2021, populația comunei Crăiești se ridică la 755 de locuitori, în scădere față de recensământul anterior din 2011, când fuseseră înregistrați 924 de locuitori. Majoritatea locuitorilor sunt români (90,46%), cu o minoritate de romi (2,65%), iar pentru 6,36% nu se cunoaște apartenența etnică. Din punct de vedere confesional, majoritatea locuitorilor sunt ortodocși (89,93%), cu o minoritate de adventiști (1,85%), iar pentru 6,36% nu se cunoaște apartenența confesională.

## Politică și administrație
Comuna Crăiești este administrată de un primar și un consiliu local compus din 9 consilieri. Primarul, Vasile Vereș[*], de la Partidul Național Liberal, este în funcție din 2004. Începând cu alegerile locale din 2024, consiliul local are următoarea componență pe partide politice:
|  | Partid                          | Consilieri | Componența Consiliului | Componența Consiliului | Componența Consiliului | Componența Consiliului | Componența Consiliului | Componența Consiliului |
|  | ------------------------------- | ---------- | ---------------------- | ---------------------- | ---------------------- | ---------------------- | ---------------------- | ---------------------- |
|  | Partidul Național Liberal       | 6          |                        |                        |                        |                        |                        |                        |
|  | Partidul Social Democrat        | 1          |                        |                        |                        |                        |                        |                        |
|  | Alianța pentru Unirea Românilor | 1          |                        |                        |                        |                        |                        |                        |
|  | Partidul Mișcarea Populară      | 1          |                        |                        |                        |                        |                        |                        |